# 1949 no cinema

## Principais filmes estreados
- Adam's Rib, de George Cukor, com Spencer Tracy, Katharine Hepburn e Judy Holliday
- All the King's Men, de Robert Rossen, com Broderick Crawford e John Derek
- Banshun, de Yasujiro Ozu
- Battleground, de William A. Wellman, com Van Johnson e Ricardo Montalban
- Beyond the Forest, de King Vidor, com Bette Davis e Joseph Cotten
- Champion, de Mark Robson, com Kirk Douglas, Arthur Kennedy e Lola Albright
- Criss Cross, de Robert Siodmak, com Burt Lancaster e Yvonne De Carlo
- Flamingo Road, de Michael Curtiz, com Joan Crawford
- The Fountainhead, de King Vidor, com Gary Cooper e Patricia Neal
- El gran calavera, de Luis Buñuel, com Fernando Soler
- The Heiress, de William Wyler, com Olivia de Havilland, Montgomery Clift e Ralph Richardson
- I Was a Male War Bride, de Howard Hawks, com Cary Grant e Ann Sheridan
- Jour de fête, de e com Jacques Tati
- Kind Hearts and Coronets, de Robert Hamer, com Alec Guinness e Hugh Griffith
- Knock on Any Door, de Michael Curtiz, com Humphrey Bogart e John Derek
- A Letter to Three Wives, de Joseph L. Mankiewicz, com Linda Darnell, Ann Sothern e Kirk Douglas
- Little Women, de Mervyn LeRoy, com June Allyson, Peter Lawford, Margaret O'Brien, Elizabeth Taylor e Janet Leigh
- Madame Bovary, de Vincente Minnelli, com Jennifer Jones e James Mason
- Nora inu, de Akira Kurosawa, com Toshirô Mifune
- On the Town, de Stanley Donen e Gene Kelly, com Gene Kelly, Frank Sinatra e Ann Miller
- The Passionate Friends, de David Lean, com Ann Todd, Claude Rains e Trevor Howard
- The Reckless Moment, de Max Ophüls, com James Mason e Joan Bennett
- Riso amaro, de Giuseppe De Santis, com Vittorio Gassman e Silvana Mangano
- Samson and Delilah, de Cecil B. DeMille, com Hedy Lamarr, Victor Mature e George Sanders
- The Set-Up, de Robert Wise, com Robert Ryan
- She Wore a Yellow Ribbon, de John Ford, com John Wayne
- Shizukanaru ketto, de Akira Kurosawa, com Toshirô Mifune e Takashi Shimura
- Shockproof, de Douglas Sirk, com Cornel Wilde
- Le silence de la Mer, de Jean-Pierre Melville
- Take Me Out to the Ball Game, deBusby Berkeley, com Frank Sinatra, Esther Williams e Gene Kelly
- Thieves' Highway, de Jules Dassin
- The Third Man, de Carol Reed, com Joseph Cotten, Alida Valli, Orson Welles e Trevor Howard
- Twelve O'Clock High, de Henry King, com Gregory Peck
- Under Capricorn, de Alfred Hitchcock, com Ingrid Bergman e Joseph Cotten
- White Heat, de Raoul Walsh, com James Cagney e Virginia Mayo
- A Woman's Secret, de Nicholas Ray, com Maureen O'Hara, Melvyn Douglas e Gloria Grahame

## Nascimentos

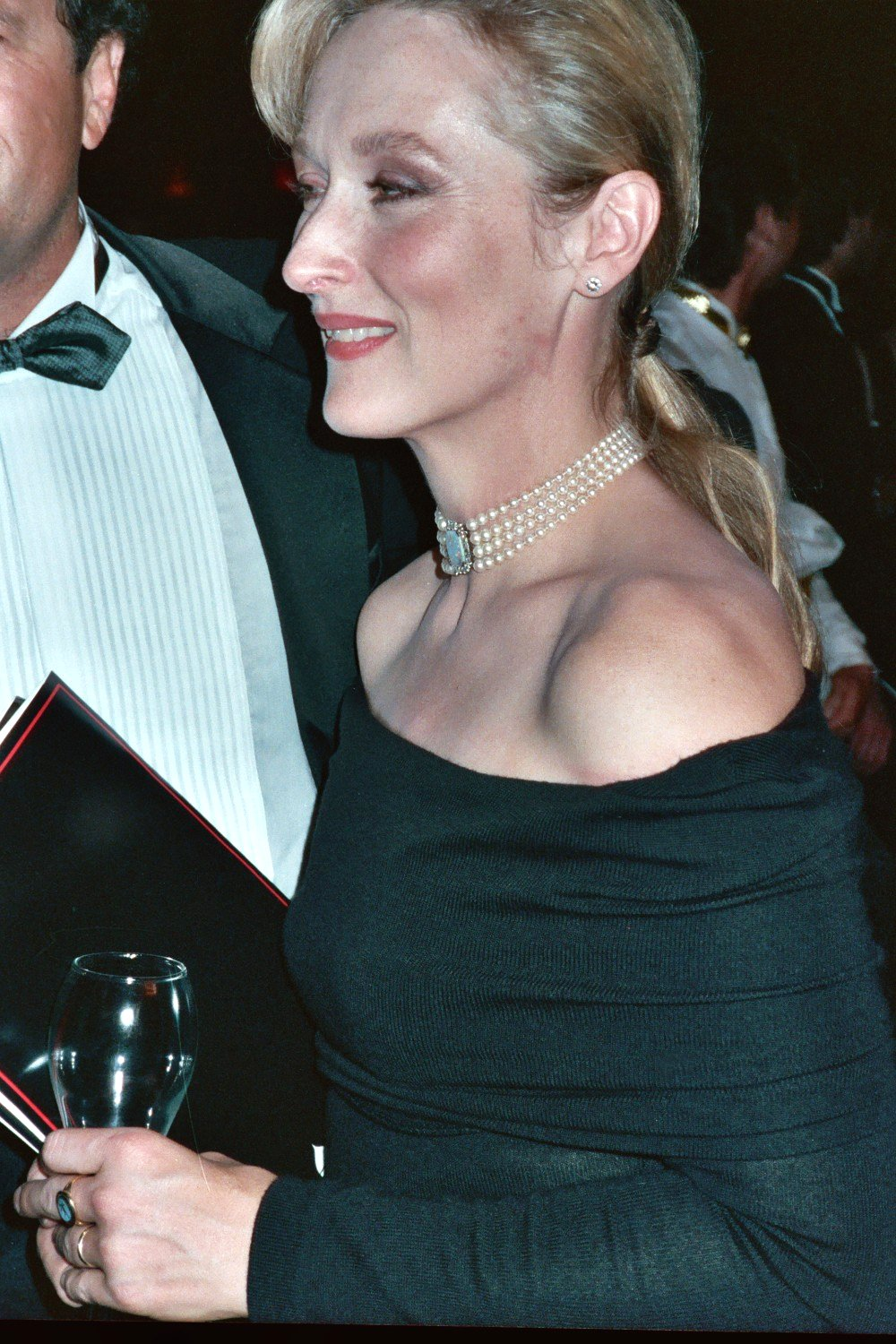
Meryl Streep (n. 22 de junho).

| Data           | Nome                      | Profissão                                | Nacionalidade  | Observações | Ref |
| -------------- | ------------------------- | ---------------------------------------- | -------------- | ----------- | --- |
| 14 de janeiro  | Lawrence Kasdan           | diretor, produtor e roteirista           | Estados Unidos |             |     |
| 19 de janeiro  | Juliana Carneiro da Cunha | atriz                                    | Brasil         |             |     |
| 24 de janeiro  | John Belushi              | ator e comediante                        | Estados Unidos | m. 1982     |     |
| 2 de fevereiro | Brent Spiner              | ator                                     | Estados Unidos |             |     |
| 6 de fevereiro | Jim Sheridan              | cineasta                                 | Irlanda        |             |     |
| 8 de fevereiro | Brooke Adams              | atriz                                    | Estados Unidos |             |     |
| 22 de março    | Fanny Ardant              | atriz                                    | França         |             |     |
| 3 de abril     | Marsha Mason              | atriz                                    | Estados Unidos |             |     |
| 8 de abril     | John Madden               | realizador                               | Reino Unido    |             |     |
| 10 de abril    | Gregory Nava              | diretor, produtor e roteirista           | Estados Unidos |             |     |
| 18 de abril    | Antônio Fagundes          | ator                                     | Brasil         |             |     |
| 20 de abril    | Jessica Lange             | atriz                                    | Estados Unidos |             |     |
| 29 de abril    | Luís Miguel Cintra        | ator e encenador                         | Portugal       |             |     |
| 11 de maio     | João Botelho              | realizador                               | Portugal       |             |     |
| 11 de maio     | Bete Mendes               | atriz                                    | Brasil         |             |     |
| 12 de maio     | Tizuka Yamasaki           | diretora de cinema e televisão           | Brasil         |             |     |
| 14 de maio     | Bob Telson                | pianista e compositor de trilhas sonoras | Estados Unidos |             |     |
| 31 de maio     | Tom Berenger              | ator                                     | Estados Unidos |             |     |
| 22 de junho    | Meryl Streep              | atriz                                    | Estados Unidos |             |     |
| 26 de junho    | Ana Zanatti               | atriz                                    | Portugal       |             |     |
| 8 de agosto    | Keith Carradine           | ator                                     | Estados Unidos |             |     |
| 11 de agosto   | Ian Charleson             | ator                                     | Escócia        | m. 1990     |     |
| 31 de agosto   | Richard Gere              | ator                                     | Estados Unidos |             |     |
| 16 de setembro | Ed Begley Jr.             | ator e ativista ambiental                | Estados Unidos |             |     |
| 24 de setembro | Pedro Almodóvar           | cineasta                                 | Espanha        |             |     |
| 4 de outubro   | Armand Assante            | ator                                     | Estados Unidos |             |     |
| 8 de outubro   | Sigourney Weaver          | atriz                                    | Estados Unidos |             |     |
| 9 de outubro   | Maria Cláudia             | atriz                                    | Brasil         |             |     |
| 4 de dezembro  | Jeff Bridges              | ator                                     | Estados Unidos |             |     |
| 13 de dezembro | Flora Gomes               | cineasta                                 | Guiné-Bissau   |             |     |
| 25 de dezembro | Sissy Spacek              | atriz                                    | Estados Unidos |             |     |

## Mortes
| Data         | Nome           | Profissão | Nacionalidade  | Observações | Ref |
| ------------ | -------------- | --------- | -------------- | ----------- | --- |
| 6 de janeiro | Victor Fleming | cineasta  | Estados Unidos | n. 1889     |     |